# Taeniacanthus moa
Taeniacanthus moa is een eenoogkreeftjessoort uit de familie van de Taeniacanthidae. De wetenschappelijke naam van de soort is voor het eerst geldig gepubliceerd in 1967 door Lewis A.G..